# Vlaamse Rode Lijst (broedvogels)
Dit is de Vlaamse Rode Lijst van broedvogels.
De broedvogels op de lijst anno 2016 zijn ingedeeld in onderstaande categorieën.

## Categorie RE: regionaal uitgestorven
- Korhoen (Lyrurus tetrix)
- Zwarte stern (Chlidonias niger)
- Hop (Upupa epops)
- Duinpieper (Anthus campestris)
- Ortolaan (Emberiza hortulana)
- Klapekster (Lanius excubitor)

## Categorie CR: ernstig bedreigd
- Roerdomp (Botaurus stellaris)
- Lepelaar (Platalea leucorodia)
- Grauwe kiekendief (Circus pygargus)
- Porseleinhoen (Porzana porzana)
- Kwartelkoning (Crex crex)
- Bontbekplevier (Charadrius hiaticula)
- Strandplevier (Anarhynchus alexandrinus)
- Kemphaan (Calidris pugnax)
- Watersnip (Gallinago gallinago)
- Stormmeeuw (Larus canus)
- Dwergstern (Sternula albifrons)
- Zomertortel (Streptopelia turtur)
- Draaihals (Jynx torquilla)
- Kuifleeuwerik (Galerida cristata)
- Kramsvogel (Turdus pilaris)
- Paapje (Saxicola rubetra)
- Tapuit (Oenanthe oenanthe)
- Graszanger (Cisticola juncidis)
- Snor (Locustella luscinoides)
- Grote karekiet (Acrocephalus arundinaceus)
- Buidelmees (Remiz pendulinus)
- Europese kanarie (Serinus serinus)
- Barmsijs (Acanthis flammea)
- Grauwe gors (Emberiza calandra)

## Categorie EN: bedreigd
- Geoorde fuut (Podiceps nigricollis)
- Woudaap (Ixobrychus minutus)
- Kleine zilverreiger (Egretta garzetta)
- Ooievaar (Ciconia ciconia)
- Zomertaling (Spatula querquedula)
- Grote stern (Thalasseus sandvicensis)
- Bruine kiekendief (Circus aeruginosus)
- Slechtvalk (Falco peregrinus)
- Steltkluut (Himantopus himantopus)
- Kievit (Vanellus vanellus)
- Wulp (Numenius arquata)
- Graspieper (Anthus pratensis)
- Matkop (Poecile montanus)
- Wielewaal (Oriolus oriolus)
- Grauwe klauwier (Lanius collurio)
- Ringmus (Passer montanus)

## Categorie VU: kwetsbaar
- Patrijs (Perdix perdix)
- Kluut (Recurvirostra avosetta)
- Kleine plevier (Charadrius dubius)
- Grutto (Limosa limosa)
- Tureluur (Tringa totanus)
- Zwartkopmeeuw (Ichthyaetus melanocephalus)
- Kokmeeuw (Chroicocephalus ridibundus)
- Visdief (Sterna hirundo)
- IJsvogel (Alcedo atthis)
- Veldleeuwerik (Alauda arvensis)
- Boerenzwaluw (Hirundo rustica)
- Nachtegaal (Luscinia megarhynchos)
- Fluiter (Phylloscopus sibilatrix)
- Fitis (Phylloscopus trochilus)
- Goudhaan (Regulus regulus)
- Baardman (Panurus biarmicus)
- Staartmees (Aegithalos caudatus)
- Taigaboomkruiper (Certhia familiaris)
- Huismus (Passer domesticus)
- Kneu (Linaria cannabina)
- Kruisbek (Loxia curvirostra)

## Categorie NT: Bijna in gevaar
- Knobbelzwaan (Cygnus olor)
- Wintertaling (Anas crecca)
- Slobeend (Spatula clypeata)
- Tafeleend (Aythya ferina)
- Wespendief (Pernis apivorus)
- Havik (Accipiter gentilis)
- Boomvalk (Falco subbuteo)
- Houtsnip (Scolopax rusticola)
- Kleine mantelmeeuw (Larus fuscus)
- Zilvermeeuw (Larus argentatus)
- Nachtzwaluw (Caprimulgus europaeus)
- Zwarte specht (Dryocopus martius)
- Middelste bonte specht (Dendrocoptes medius)
- Boomleeuwerik (Lullula arborea)
- Oeverzwaluw (Riparia riparia)
- Boompieper (Anthus trivialis)
- Grote gele kwikstaart (Motacilla cinerea)
- Grote lijster (Turdus viscivorus)
- Cetti's zanger (Cettia cetti)
- Spotvogel (Hippolais icterina)
- Tuinfluiter (Sylvia borin)
- Grauwe vliegenvanger (Muscicapa striata)
- Zwarte mees (Periparus ater)
- Goudvink (Pyrrhula pyrrhula)
- Rietgors (Emberiza schoeniclus)

## Categorie LC: Momenteel niet in gevaar
- Dodaars (Tachybaptus ruficollis)
- Fuut (Podiceps cristatus)
- Aalscholver (Phalacrocorax carbo)
- Blauwe reiger (Ardea cinerea)
- Grauwe gans (Anser anser)
- Bergeend (Tadorna tadorna)
- Krakeend (Anas strepera)
- Wilde eend (Anas platyrhynchos)
- Kuifeend (Aythya fuligula)
- Sperwer (Accipiter nisus)
- Buizerd (Buteo buteo)
- Torenvalk (Falco tinnunculus)
- Scholekster (Haematopus ostralegus)
- Kwartel (Coturnix coturnix)
- Waterral (Rallus aquaticus)
- Meerkoet (Fulica atra)
- Waterhoen (Gallinula chloropus)
- Holenduif (Columba oenas)
- Houtduif (Columba palumbus)
- Turkse tortel (Streptopelia decaocto)
- Koekoek (Cuculus canorus)
- Kerkuil (Tyto alba)
- Steenuil (Athene noctua)
- Bosuil (Strix aluco)
- Heggenmus (Prunella modularis)
- Roodborst (Erithacus rubecula)
- Blauwborst (Luscinia svecica)
- Zwarte roodstaart (Phoenicurus ochruros)
- Gekraagde roodstaart (Phoenicurus phoenicurus)
- Roodborsttapuit (Saxicola rubicola)
- Merel (Turdus merula)
- Zanglijster (Turdus philomelos)
- Sprinkhaanzanger (Locustella naevia)
- Rietzanger (Acrocephalus schoenobaenus)
- Bosrietzanger (Acrocephalus palustris)
- Kleine karekiet (Acrocephalus scirpaceus)
- Braamsluiper (Curruca curruca)
- Grasmus (Curruca communis)
- Zwartkop (Sylvia atricapilla)
- Tjiftjaf (Phylloscopus collybita)
- Vuurgoudhaan (Regulus ignicapilla)
- Bonte vliegenvanger (Ficedula hypoleuca)
- Glanskop (Poecile palustris)
- Kuifmees (Lophophanes cristatus)
- Pimpelmees (Cyanistes caeruleus)
- Koolmees (Parus major)
- Boomklever (Sitta europaea)
- Boomkruiper (Certhia brachydactyla)
- Ekster (Pica pica)
- Kauw (Coloeus monedula)
- Roek (Corvus frugilegus)
- Gierzwaluw (Apus apus)
- Groene specht (Picus viridis)
- Grote bonte specht (Dendrocopos major)
- Kleine bonte specht (Dryobates minor)
- Huiszwaluw (Delichon urbica)
- Gele kwikstaart (Motacilla flava)
- Witte kwikstaart (Motacilla alba)
- Winterkoning (Troglodytes troglodytes)
- Zwarte kraai (Corvus corone)
- Gaai (Garrulus glandarius)
- Spreeuw (Sturnus vulgaris)
- Vink (Fringilla coelebs)
- Groenling (Chloris chloris)
- Putter (Carduelis carduelis)
- Appelvink (Coccothraustes coccothraustes)
- Geelgors (Emberiza citrinella)

## Categorie DD: onvoldoende data
- Ransuil (Asio otus)
- Sijs (Carduelis spinus)